# Fougeré (Vendée)
Pour les articles homonymes, voir Fougeré.
Fougeré est une commune française située dans le département de la Vendée en région Pays de la Loire. Son nom serait dû à l'abondance de fougères qui poussent sur son sol. Ses habitants sont les Fougeréens.

## Géographie
Fougeré est située presque au centre de la Vendée, à égale distance de La Roche-sur-Yon, de Chantonnay et des Essarts (17 km environ), à moins de 50 km de la côte vendéenne et à une altitude moyenne de 96,34 m (au pied de l'église).
Le territoire municipal de Fougeré s’étend sur 2 723 hectares. Il est bordé au nord-est par la Vouraie. L’altitude moyenne de la commune est de 96 mètres, avec des niveaux fluctuant entre 53 et 110 mètres,.
La commune se situe en bordure de la forêt de la Chaize (au nom usurpé puisque la majorité de la forêt se trouve sur le territoire de Fougeré), d'une superficie d'environ 600 ha.
|                      | Saint-Martin-des-Noyers | Saint-Hilaire-le-Vouhis |
| La Chaize-le-Vicomte | Fougeré                 | Bournezeau              |
|                      | Thorigny                |                         |

### Climat
Pour des articles plus généraux, voir Climat des Pays de la Loire et Climat de la Vendée.
En 2010, le climat de la commune est de type climat océanique franc, selon une étude du CNRS s'appuyant sur une série de données couvrant la période 1971-2000. En 2020, Météo-France publie une typologie des climats de la France métropolitaine dans laquelle la commune est exposée à un climat océanique et est dans la région climatique  Bretagne orientale et méridionale, Pays nantais, Vendée, caractérisée par une faible pluviométrie en été et une bonne insolation. 
Pour la période 1971-2000, la température annuelle moyenne est de 12 °C, avec une amplitude thermique annuelle de 13,8 °C. Le cumul annuel moyen de précipitations est de 859 mm, avec 12,6 jours de précipitations en janvier et 6,5 jours en juillet. Pour la période 1991-2020, la température moyenne annuelle observée sur la station météorologique de Météo-France la plus proche, sur la commune de La Roche-sur-Yon à 14 km à vol d'oiseau, est de 12,4 °C et le cumul annuel moyen de précipitations est de 885,5 mm,. Pour l'avenir, les paramètres climatiques de la commune estimés pour 2050 selon différents scénarios d'émission de gaz à effet de serre sont consultables sur un site dédié publié par Météo-France en novembre 2022.

## Urbanisme

### Typologie
Au 1er janvier 2024, Fougeré est catégorisée commune rurale à habitat dispersé, selon la nouvelle grille communale de densité à sept niveaux définie par l'Insee en 2022.
Elle est située hors unité urbaine. Par ailleurs la commune fait partie de l'aire d'attraction de La Roche-sur-Yon, dont elle est une commune de la couronne,. Cette aire, qui regroupe 45 communes, est catégorisée dans les aires de 50 000 à moins de 200 000 habitants,.

### Occupation des sols
L'occupation des sols de la commune, telle qu'elle ressort de la base de données européenne d’occupation biophysique des sols Corine Land Cover (CLC), est marquée par l'importance des territoires agricoles (72,1 % en 2018), en diminution par rapport à 1990 (73,8 %). La répartition détaillée en 2018 est la suivante : 
zones agricoles hétérogènes (29 %), forêts (23,9 %), terres arables (22,5 %), prairies (20,7 %), zones urbanisées (2,8 %), zones industrielles ou commerciales et réseaux de communication (1,2 %). L'évolution de l’occupation des sols de la commune et de ses infrastructures peut être observée sur les différentes représentations cartographiques du territoire : la carte de Cassini (XVIIIe siècle), la carte d'état-major (1820-1866) et les cartes ou photos aériennes de l'IGN pour la période actuelle (1950 à aujourd'hui).

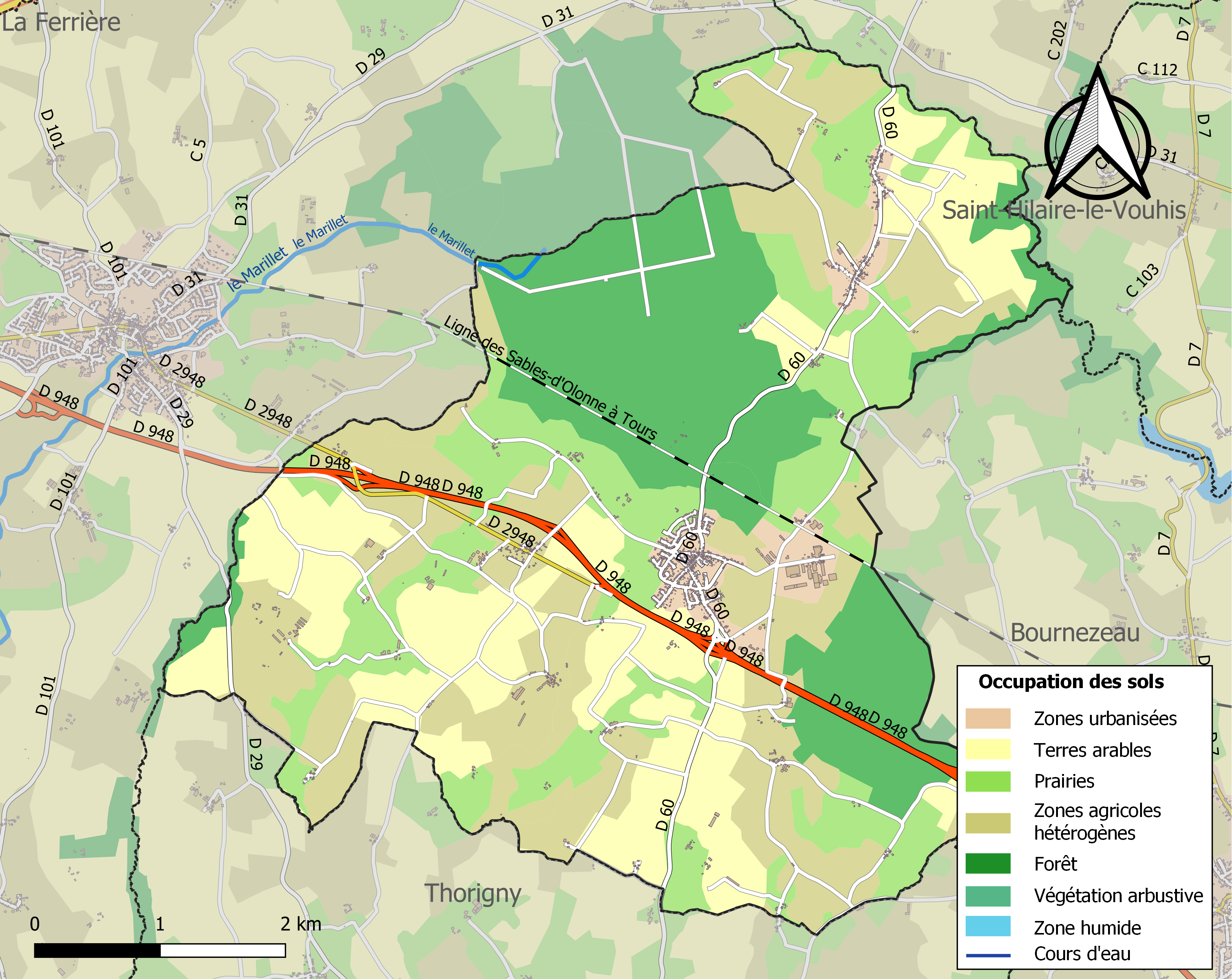
Carte des infrastructures et de l'occupation des sols de la commune en 2018 (CLC).

## Histoire
L'histoire de la commune est étroitement liée à l'ordre de Fontevraud, fondé par Robert d'Arbrissel au XIIe siècle.
En l'an 1120, Pétronille de Chemillé, alors abbesse de l'abbaye de Fontevrault, fit édifier un monastère sur une partie d'un domaine légué à l'ordre par l'ermite Gilbert. Celui-ci, envoyé dix ans plus tôt par le vicomte Geoffroy de la Chaize, avait reçu par la même occasion un coin de la forêt. Le monastère s'appelle les Serizières et se compose d'un couvent d'hommes et d'un couvent de femmes. Cette partie de la forêt deviendra les Cerisiers. Le bourg s'est bâti autour d'une annexe du monastère encore appelé Le petit couvent.
L'église romane a été reconstruite à partir de 1870 par l'architecte départemental Victor Clair. À cette époque, elle menaçait de s'effondrer. Devant l'urgence de la situation, l'architecte fait démolir le chœur et le clocher. Le conseil municipal de l'époque, alors présidé par Henri Lévesque de Puyberneau, décide de lever un impôt extraordinaire et lance une souscription volontaire. Le beffroi et la flèche sont construits en 1897.
Des vestiges découverts à La Martinière et Buchignon confirment une vraisemblable occupation du territoire à l'époque néolithique.

## Politique et administration

### Liste des maires
| Période                                  | Période     | Identité             | Étiquette | Qualité                       |
| ---------------------------------------- | ----------- | -------------------- | --------- | ----------------------------- |
|                                          |             |                      |           |                               |
| 1933                                     | 1951        | Humbert de Lambilly  |           |                               |
| 1951                                     | 1986        | Geoffroy de Lambilly |           | Fils du précédent             |
| 1986                                     | mars 2001   | Jacqueline Chaigne   |           |                               |
| mars 2001                                | 26 mai 2020 | Jean-Marie Chabot    | DVD       | Agriculteur retraité          |
| 26 mai 2020                              | En cours    | Manuel Guibert       |           | cadre de la fonction publique |
| Les données manquantes sont à compléter. |             |                      |           |                               |

### Politique de développement durable
La commune a engagé une politique de développement durable en lançant une démarche d'Agenda 21 en 2011.

## Population et société

### Démographie

#### Évolution démographique
L'évolution du nombre d'habitants est connue à travers les recensements de la population effectués dans la commune depuis 1800. Pour les communes de moins de 10 000 habitants, une enquête de recensement portant sur toute la population est réalisée tous les cinq ans, les populations de référence des années intermédiaires étant quant à elles estimées par interpolation ou extrapolation. Pour la commune, le premier recensement exhaustif entrant dans le cadre du nouveau dispositif a été réalisé en 2006.

En 2022, la commune comptait 1 242 habitants, en évolution de +5,08 % par rapport à 2016 (Vendée : +5,33 %, France hors Mayotte : +2,11 %).
| 1800 | 1806 | 1821 | 1831 | 1836 | 1841 | 1846  | 1851  | 1856  |
| ---- | ---- | ---- | ---- | ---- | ---- | ----- | ----- | ----- |
| 717  | 734  | 839  | 857  | 933  | 941  | 1 037 | 1 112 | 1 142 |

| 1861  | 1866  | 1872  | 1876  | 1881  | 1886  | 1891  | 1896  | 1901  |
| ----- | ----- | ----- | ----- | ----- | ----- | ----- | ----- | ----- |
| 1 145 | 1 160 | 1 145 | 1 142 | 1 220 | 1 224 | 1 282 | 1 297 | 1 245 |

| 1906  | 1911  | 1921  | 1926 | 1931 | 1936 | 1946 | 1954 | 1962 |
| ----- | ----- | ----- | ---- | ---- | ---- | ---- | ---- | ---- |
| 1 229 | 1 184 | 1 010 | 982  | 941  | 852  | 803  | 815  | 781  |

| 1968 | 1975 | 1982 | 1990 | 1999 | 2006 | 2011  | 2016  | 2021  |
| ---- | ---- | ---- | ---- | ---- | ---- | ----- | ----- | ----- |
| 693  | 645  | 720  | 833  | 841  | 902  | 1 142 | 1 182 | 1 236 |

| 2022  | - | - | - | - | - | - | - | - |
| ----- | - | - | - | - | - | - | - | - |
| 1 242 | - | - | - | - | - | - | - | - |

#### Pyramide des âges
La population de la commune est relativement jeune.
En 2018, le taux de personnes d'un âge inférieur à 30 ans s'élève à 41,1 %, soit au-dessus de la moyenne départementale (31,6 %). À l'inverse, le taux de personnes d'âge supérieur à 60 ans est de 18,3 % la même année, alors qu'il est de 31,0 % au niveau départemental.
En 2018, la commune comptait 619 hommes pour 596 femmes, soit un taux de 50,95 % d'hommes, largement supérieur au taux départemental (48,84 %).
Les pyramides des âges de la commune et du département s'établissent comme suit.
| Hommes | Classe d’âge | Femmes |
| ------ | ------------ | ------ |
| 0,2    | 90 ou +      | 0,2    |
| 3,5    | 75-89 ans    | 6,1    |
| 14,4   | 60-74 ans    | 12,5   |
| 18,0   | 45-59 ans    | 17,8   |
| 22,4   | 30-44 ans    | 22,9   |
| 16,5   | 15-29 ans    | 17,2   |
| 25,2   | 0-14 ans     | 23,4   |

| Hommes | Classe d’âge | Femmes |
| ------ | ------------ | ------ |
| 0,8    | 90 ou +      | 2,2    |
| 8,7    | 75-89 ans    | 11,1   |
| 20,3   | 60-74 ans    | 21,3   |
| 20     | 45-59 ans    | 19,4   |
| 17,5   | 30-44 ans    | 16,8   |
| 15     | 15-29 ans    | 13,2   |
| 17,7   | 0-14 ans     | 16,1   |

## Lieux et monuments
- Église Notre-Dame-de-l'Assomption (vers 1870) ;
- Couvent des Cerisiers

## Sports
Il y a cinq associations sportives à Fougeré :
- le S.O.F.T. (Sport Olympique Fougeré Thorigny) : club de football en partenariat avec la commune voisine Thorigny (https://soft85.kalisport.com/) ;
- l'ACF (amicale cycliste fougeréenne) ;
- L'A.S.F. Gymnastique (http://gymfougere.free.fr).
- VTT Loisirs Fougeré

(http://vttloisirsfougere.blogspot.com).
- L'association danse Rythme fou - gala première semaine de juin - école publique.

## Personnalités liées à la commune
- Daniel François de La Douespe du Fougerais (1729, Sainte-Florence (Vendée) - † 5 janvier 1793, fusillé à Angers), officier des armées vendéennes lors de la première insurrection vendéenne.
- Benjamin François Ladouespe Dufougerais (9 décembre 1766, Bordeaux - ✝ 2 septembre 1821, Paris), homme politique français du XIXe siècle, fils du précédent.
- L'abbé Rodrigue, prêtre jureur, fut élevé à la dignité d'évêque de Fontenay.
- L'abbé Bacle, curé de Fougeré, connut une certaine notoriété, en 1920, comme inventeur de la planteuse à choux.
- Jacques Golly  (1948-1996), artiste peintre.
- Fougeré est apparue dans l'épisode "le voleur des nuits" dans le voyageur une série télévisée diffusée sur France 3 avec Eric Cantona elle est apparue sous le nom de Fougere sur mer.